# Åby herrgård
Åby herrgård är en herrgård och tidigare säteri i Gamleby socken i Västerviks kommun.
Idag utnyttjas Åby herrgård av Gamleby bibliotek och Gamleby fritidsgård, samt som konferenslokaler.

## Historik
Bo Jonsson Grip, som ägde större delen av norra Kalmar län, köpte 1382 Åby Säteri. Gården kallades vid denna tid Gamla gård, eller Gammelgård. Hela Gamleby ligger på mark, som ursprungligen tillhört Åby. 
Grosshandlaren Henric Cornelius (1819–1886) ägde och bodde på Åby herrgård under andra hälften av 1800-talet. Han lät uppföra den nya herrgårdsbyggnaden 1873–1874 efter ritningar av en arkitekt från Stockholm. Från 1916 var byggnaden efter invändig ombyggnad Gamleby folkskola, efter det att firma Cornelius 1915 sålt huvudbyggnaden, dess park och mark omkring till Gamleby kommun.